# Gornji Lapac
Gornji Lapac is een plaats in de gemeente Donji Lapac in de Kroatische provincie Lika-Senj. De plaats telt 32 inwoners (2001).